# Emiliano Brembilla
Emiliano Brembilla fou un nedador italià, nascut el 21 de desembre de 1978 a Ponte San Pietro, prop de Bèrgam.
Ha guanyat la medalla de bronze dels 4x200 metres lliures masculins en els Jocs olímpics d'Atenes de 2004. Com a nedador de fons, guanyà el seu primer títol de campió en els Campionats d'Europa de Natació de 1997 disputats a Sevilla, on s'adjudicà tres títols més. A més, ha competit de forma consecutiva en tres Jocs Olímpics.

## Condecoracions
El 25 de juliol de 2000, per iniciativa de Carlo Azeglio Ciampi, President de la República Italiana, Brembilla fou condecorat com a Cavaller de l'Orde del Mèrit de la República Italiana.